# Seminole, Texas
Seminole là một thành phố thuộc quận Gaines, tiểu bang Texas, Hoa Kỳ. Năm 2010, dân số của xã này là 6430 người.

## Dân số
- Dân số năm 2000: 5910 người.
- Dân số năm 2010: 6430 người.